# 紳士大主廚
《紳士大主廚》為中部日本放送（CBC）製作的日本連續劇，2013年4月17日至6月19日播出。本劇為放浪兄弟團員KEIJI的首次擔當主角的戲劇處女作。劇中的餐廳實際是借用三軒茶屋的閒置店舗作為拍攝場地，電視台以戲劇搭配商業經營的策略方式，在結束拍攝後正式對外營業。

## 電視連續劇
全劇共10集，日本播出時間為每周三晚間11:58－12:28，每集30分鐘。國興衛視2014年5月6日起以《紳士大主廚》的劇名在台灣播出。

## 劇情概要
餐廳「拉波爾（rapport）」在初代老闆去世後出現經營危機，在第二代老闆馬場雅彌（町田啟太飾演）與妹妹馬場峰子（坂田梨香子飾演）接手後，情況依然沒有改善。自法國學成歸國的廚師伊達英雄（KEIJI飾演）毛遂自薦，表示要用自己的料理讓餐廳起死回生，他是否能夠成功呢？

## 登場人物

### 主要人物
- 伊達英雄：KEIJI（放浪兄弟）
- 馬場雅彌：町田啓太（放浪兄弟劇團）
- 馬場峰子：坂田梨香子
- 犬山恒吉：春川恭亮（放浪兄弟劇團）
- 雞原誠一郎：磯村洋祐
- 金園俊男：阿南健治

### 各集登場人物
- 大林惠美：小林惠美（第3集）
- 山内歩美：ICONIQ（第5集）
- 藤堂猛：近江谷太朗（第6集）
- 大前怜治：西岡德馬（第7集）
- 雞原佳壽子：加藤和子（第8集）
- Ami：中島麻未（Dream）（第10集）

## 製作團隊
- 劇本：大濱直樹、田中洋史、宮本陽介、北村健次、嶋田裏葉、大鹽哲史、椎名雅志、竹重洋平
- 導演：大濱直樹、竹村謙太郎、堀英樹、大内舞子
- 餐廳製作：兼元知大（C2S）
- 音樂：Jin Nakamura
- 網站設計：石井和之
- 技術協助：東通
- 美術協助：AXE
- 店舗施工：Tenpo Innovation
- 總製作人：安部正實（中部日本放送）
- 製作人：橘康仁（DREAMAX）
- 助理製作：穀田正仁（愛貝克思娛樂）、菅野和佳奈（愛貝克思娛樂）、清水洋一（LDH）
- 製作公司：DREAMAX
- 製作：「紳士大主廚」製作委員會（CBC、愛貝克思娛樂、LDH、DREAMAX）

## 播出日期
| 集數   | 播出日期（CBC） | 標題 | 中文                     | 劇本     | 導演 |
| ------ | --------------- | ---- | ------------------------ | -------- | ---- |
| 第1集  | 4月17日         |      | 自巴黎返國的料理天才     | 大濱直樹 |      |
| 第2集  | 4月24日         |      | 主廚對決                 | 田中洋史 |      |
| 第3集  | 5月1日          |      | 電視拍攝引發的大騷動     | 宮本陽介 |      |
| 第4集  | 5月8日          |      | 紳士的求婚大作戰？       | 北村健次 |      |
| 第5集  | 5月15日         |      | 來自拉波爾的愛           | 佐東綠   |      |
| 第6集  | 5月22日         |      | 借貸與心意               | 佐東綠   |      |
| 第7集  | 5月29日         |      | 我的天啊                 | 嶋田裏葉 |      |
| 第8集  | 6月5日          |      | 主廚的蛋包飯             | 大鹽哲史 |      |
| 第9集  | 6月12日         |      | 拉波爾面臨的最大危機！？ | 椎名雅志 |      |
| 第10話 | 6月19日         |      | 布萊梅料理隊             | 椎名雅志 |      |

## 外部連結
- 中部日本放送－Monsieur！ （页面存档备份，存于）
- 國興衛視－紳士大主廚 （页面存档备份，存于）

## 節目的變遷
| 國興衛視 週一至週四 22:00至23:00                         | 國興衛視 週一至週四 22:00至23:00         | 國興衛視 週一至週四 22:00至23:00 |
| -------------------------------------------------------- | ---------------------------------------- | -------------------------------- |
|                                                          | 紳士大主廚 （2014.5.6 - 2014.5.14）      |                                  |
| 王牌搜查官 （2014.4.21 - 2014.5.6） （19:00至20:00時段） | 深夜中的麵包店 （2014.5.19 - 2014.5.29） |                                  |